# سان بارتولومي دي بيناريس
بلدية سان بارتولومي دي بيناريس (بالإسبانية: San Bartolomé de Pinares) هي بلدية تقع في مقاطعة آبلة التابعة لمنطقة قشتالة وليون وسط إسبانيا.

## الديموغرافيا
بلغ عدد سكان بلدية سان بارتولومي دي بيناريس 627 نسمة عام 2011 (وفقاً للمعهد الوطني للإحصاء الإسباني).
| 787 | 747 | 724 | 691 | 674 | 641 | 627 |